# ادیگرا
ادیگرا (به انگلیسی: Addigera) در هند است که در کارناتاکا واقع شده‌است.